# برکتا
برکتا (به لاتین: Bereketa) یک منطقهٔ مسکونی در ماداگاسکار است که در ساکارا واقع شده‌است. برکتا ۶٬۰۰۰ نفر جمعیت دارد و ۳۴۱ متر بالاتر از سطح دریا واقع شده‌است.